# Варфоломеев, Михаил Александрович
Михаил Александрович Варфоломеев (1897—1943) — советский военный, первый командир Ростовского стрелкового полка народного ополчения.

## Биография
Родился в 1897 году в деревне Грязнуха Сердобского района Саратовской области (ныне в составе Пензенской области) в крестьянской семье, русский.
В 1916 году Михаил был призван в Русскую императорскую армию и направлен на Кавказский фронт. После Октябрьской революции вступил в ряды Красной Армии. Участвовал в Гражданской войне на Восточном, Южном и Туркестанском фронтах с 1918 по 1922 г. на должностях командира взвода и командира роты; по её окончании продолжал военную службу в армии. В 1927 году стал членом ВКП(б)/КПСС.
После 18 лет военной службы М. А. Варфоломеев приехал в Таганрог, где стал работать на заводе «Красный гидропресс». В феврале 1938 года он был избран председателем Таганрогского городского Совета, а в 1939 году — депутатом Ростовского областного Совета. В 1940 году был направлен на должность заместителя директора Ростовского автосборочного завода (ныне «Роствертол»).
С началом Великой Отечественной войны, по решению бюро обкома партии в Ростове началось формирование подразделений народного ополчения из лиц, не подлежащих призыву в РККА. 10 июля 1941 года был создан Ростовский стрелковый полк народного ополчения, командиром которого назначен капитан запаса Михаил Варфоломеев. Полк оборонял Ростов-на-Дону, одним из последних покинув его.
Когда Ростовский полк продолжил дальнейшие боевые действия в составе 339-й стрелковой дивизии, то к этому времени первый его командир — подполковник Михаил Варфоломеев был переведен на должность командира 189-го запасного армейского полка в составе 56-й армии, а Ростовский полк возглавил майор Николай Фёдорович Скачков.
М. А Варфоломеев продолжил войну командиром 80-го гвардейского стрелкового полка 32-й гвардейской стрелковой дивизии. В 1943 году в бою под станицей Саратовской на Кубани он был тяжело ранен и умер от ран 26.02.1943 года в военном госпитале в городе Краснодар. Похоронен на Всесвятском кладбище города Краснодара.

## Звания
- Подполковник — присвоено Приказом НКО № 06126 от 26.09.1942 г.[1]

## Награды
- Орден Красного знамени (08.04.1942 г.)[5]

## Семья
Жена — Столярова Мария Исаевна

## Память
- В 1946 году решением исполкома горсовета Ростова-на-Дону одной из улиц города (бывшая Шестая улица) было присвоено имя Михаила Александровича Варфоломеева.[6] На ней установлены памятный знак и информационная табличка.
- О подвиге ополченцев, руководимых М. А. Варфоломеевым, рассказывают экспонаты в музеях города.

Информационная табличка и памятный знак